# Никандрова испосница
Никандрова Благовештењска испосница (рус. Никандрова Свято-Благовещенская пустынь) православни је мушки манастир Руске православне цркве. Смештен је у северном делу Псковског рејона, на обали реке Демјанке, на истоку Псковске области, осносно на западу европског дела Руске Федерације. Налази се на око 37 километара западно од града Порхова, односно неких 70 километара северозападно од Пскова. Посвећен је Благовестима Пресвете Богородице.

## Историјат
Манастир је основан 1584. године на пустом месту на ком се налазила малена испосничка келија у којој је свој живот провео преподобни монах Никандр (световно Никон, 1507—1581). Непуне две и по године по Никандровој смрти, у некадашњу келију у којој се налазио и гроб преподобног Никандра, уселио се један искушеник који се убрзо замонашио и добио монашко име Исаија. Тадашеи новгородски епископ Александар (Бердов, преминуо 2. јуна 1591) рукоположио је монаха Исаију у чин јеромонаха, а затим га поставио на место игумана новоосноване црквене обитељи. Новоосновани манастир назван је Никандровом испосницом.
У писаним изворима манастир се први пут помиње у повељи цара Фјодора I Звонара из децембра 1598. године, којом је цар обавестио игумана Исаију да је Никандров манастир ослобођен плаћања пореза на земљи, и да је манастиру на управу додељено околно земљиште.
Први велики вандалски напад на манастир дело је пољских нападача који су 1665. године упали у манастир, претукли монахе, а самог игумана држали годину дана у заточеништву. Након великог пожара који је задесио манастир 31. марта 1673. и уништио готово све манастирске зграде, Никандрова испосница је опустела. Уз помоћ локалног становништва манастир је обновљен за кратко време. Уместо некадашњих дрвених саграђене су камене цркве.
На иницијативу игумана Јевфимија, а уз благослов патријарха Јоакима 29. јуна 1687. године извршено је обретање моштију преподобног Никандра. Од тада манастирско братство празнује и 29. јун као дан посвећен свом оснивачу и заштитнику Никандру Псковском.
Највећи процват манасти је доживео у време архимандрита Игњатија Васиљева (1853—1870), а 1855. установљена је традиционална литија од манастира до града Порхова.
По доласку бољшевика на власт у Русији након Руског грађанског рата готово свим верским објектима у земљи је забрањено деловање. Иста судбина је задесила и Никандров манастир који је званично затворен 9. новембра 1928. године. Манастирски комплекс је потом предан на управу војсци, а његове зграде искоришћене су као грађевински материјал за касарну 13. лаке тенковске бригаде Црвене армије која се градила на периферији Порхова.
Манастирско братство почело је да се обнавља тек 2000. године, а годину дана касније са радом је почела фондација чији је основни циљ била коначна обнова овог средњовековног манастира. Дана 28. маја 2005. обновљена је литија ка Порхову у знак обележавања 150 година од прве одржане литије.
На територији Никандровог манастира налази се неколико извора инад којих су подигнуе капеле, а најпознатији је извор светог Александра Свирског који се налази на око 2 километра западно од манастира, а који је специфичан по води са великим концентрацијама радона и са сталним температурама које се током целе године крећу око +6 °C.